# SC Südmark Wien
Der Sportclub Südmark war ein Fußballverein aus Wien, der in den Jahren 1911 bis zu seinem Abstieg 1914 in der zweithöchsten Spielklasse Österreichs vertreten war.

## Geschichte
Der Fußballklub SC Südmark wurde zu Beginn der ersten österreichischen Meisterschaftssaison 1911/12 der 2. Klasse A Wien zugeteilt, die Gründung erfolgte kurz zuvor, das Gründungsdatum ist jedoch nicht bekannt. Die österreichische Meisterschaft war damals noch auf Wien beschränkt, sodass nur der Meister dieser Klasse sich in Relegationsspielen gegen den Tabellenletzten der 1. Klasse sich für die höchste Liga qualifizieren konnte. Der SC Südmark hielt sich zunächst gut in der 1. Klasse, in der Saison 1912/13 verpasste man nur knapp den Aufstieg. Zur Winterpause war man noch Dritter in der Tabelle, hinter dem SC Wacker und dem SC Donaustadt. In der Folgesaison lief es jedoch bedeutend schlechter. Der Verein kämpfte gegen den Abstieg. Insgesamt konnten in 24 Spielen nur 4 Siege erreicht werden. Dies bedeutete den 13. und letzten Platz in der Tabelle für die Wiener. Allerdings hatte der Sportclub nur einen Punkt Rückstand auf die Wiener Bewegungsspieler sowie zwei Punkte auf den FC Sturm 07. Nach dem Ausscheiden des SC Südmarks aus der zweiten Liga kam es wohl während des Ersten Weltkrieges zur Auflösung des Fußballvereins.

## Erfolge
- 3 × Zweitligateilnahme: 1912–1914